# Чемпіонат Європи з велоспорту на треку 2017
Чемпіонат Європи з велоспорту на треку 2017 — восьмий Чемпіонат Європи з велоспорту на треку серед еліти. Проходив з 18 по 22 жовтня на Velodrom в Берліні, Німеччина.
Програма чемпіонату 2016 року включала всі 12 олімпійських дисциплін (спринт, командний спринт, кейрін, командна гонка переслідування, медісон та омніум як для чоловіків, так і для жінок), а також у 11 неолімпійських.

## Медалісти

### Чоловіки
| Дисципліна                         | Золото                                                                   | Срібло                                                                                | Бронза                                                                           |
| Спринт                             | Себастьєн Віж'є                                                          | Джефрі Гогланд                                                                        | Денис Дмітрієв                                                                   |
| Командний спринт                   | Франція Бенжамен Еделен Себастьєн Віж'є Квентен Лафарг                   | Німеччина Роберт Ферстеманн Максиміліан Леві Йоахім Айлерс                            | Нідерланди Джефрі Гогланд Гаррі Лаврейсен Маттейс Бюхлі                          |
| Індивідуальна гонка переслідування | Філіппо Ганна                                                            | Іву Олівейра                                                                          | Домінік Вайнштайн                                                                |
| Командна гонка переслідування      | Франція Луї Піжурле Корентен Ермено Флоріан Метр Бенжамін Тома Тома Дені | Італія Ліам Бертаццо Філіппо Ганна Франческо Ламон Сімоне Консонні Мікеле Скартецціні | Росія Олександр Євтушенко Мамир Сташ Дмитро Соколов Олексій Курбатов Серій Шилов |
| Кейрін                             | Максиміліан Леві                                                         | Шейн Перкінс                                                                          | Андрій Винокуров                                                                 |
| Омніум                             | Альберт Торрес                                                           | Юліус Йогансен                                                                        | Бенжамін Тома                                                                    |
| Медісон                            | Франція Флоріан Метр Бенжамін Тома                                       | Данія Ніклас Ларсен Каспер Педерсен                                                   | Польща Войцех Пщоларський Даніель Станішевський                                  |
| Гонка за очками                    | Алан Банашек                                                             | Ніклас Ларсен                                                                         | Максиміліан Беєр                                                                 |
| Гіт (1 км)                         | Джефрі Гогланд                                                           | Йоахім Айлерс                                                                         | Квентен Лафарг                                                                   |
| Скретч                             | Адріен Гарель                                                            | Кріштіан Ловашші                                                                      | Роман Гладиш                                                                     |
| Гонка на вибування                 | Гербен Тейссен                                                           | Максим Піскунов                                                                       | Руі Олівейра                                                                     |
| Гонка за лідером                   | Німеччина Франц Шівер Ґергард Ґесслер                                    | Нідерланди Рейнір Хоніг Йос Пронк                                                     | Німеччина Штефан Шефер Петер Бауерляйн                                           |

- Спортсмени, виділені курсивом, брали участь у чемпіонаті, але не змагались у фіналі.

### Жінки
| Дисципліна                         | Золото                                                                      | Срібло                                                                           | Бронза                                                                    |
| Спринт                             | Крістіна Фоґель                                                             | Матильда Гро                                                                     | Дар'я Шмельова                                                            |
| Командний спринт                   | Росія Анастасія Войнова Дар'я Шмельова                                      | Німеччина Міріам Вельте Крістіна Фоґель Пауліне Грабош                           | Нідерланди Кіра Ламберінк Шенн Браспенінкс Гетті ван де Вау               |
| Індивідуальна гонка переслідування | Кеті Арчибальд                                                              | Юстина Качковська                                                                | Сільвія Вальсеккі                                                         |
| Командна гонка переслідування      | Італія Еліза Бальзамо Татьяна Ґудерцо Летіція Патерностер Сільвія Вальсеккі | Велика Британія Емілі Кей Елінор Баркер Манон Ллойд Кеті Арчибальд Еллі Дікінсон | Польща Юстина Качковська Катаржина Павловська Дарія Пікулік Ніколь Плосай |
| Кейрін                             | Крістіна Фоґель                                                             | Сімона Крупекайте                                                                | Любов Басова                                                              |
| Омніум                             | Кеті Арчибальд                                                              | Кірстен Вілд                                                                     | Еліза Бальзамо                                                            |
| Медісон                            | Велика Британія Елінор Баркер Еллі Дікінсон                                 | Ірландія Лідія Бойлан Лідія Герлі                                                | Нідерланди Емі Пітерс Кірстен Вілд                                        |
| Гонка за очками                    | Тріне Сміт                                                                  | Гульназ Бадикова                                                                 | Тетяна Шаракова                                                           |
| Гіт (500 м)                        | Міріам Вельте                                                               | Пауліне Грабош                                                                   | Дар'я Шмельова                                                            |
| Скретч                             | Тріне Сміт                                                                  | Тетяна Клімченко                                                                 | Євгенія Аугустінас                                                        |
| Гонка на вибування                 | Кірстен Вілд                                                                | Євгенія Аугустінас                                                               | Марія Джулія Конфалоньєрі                                                 |

## Загальний медальний залік
*   Країна-господарка ( Німеччина)
| Місце                | Країна               | Золото | Срібло | Бронза | Загалом |
| -------------------- | -------------------- | ------ | ------ | ------ | ------- |
| 1                    | Німеччина*           | 5      | 4      | 3      | 12      |
| 2                    | Франція              | 5      | 1      | 2      | 8       |
| 3                    | Велика Британія      | 3      | 1      | 0      | 4       |
| 4                    | Нідерланди           | 2      | 3      | 3      | 8       |
| 5                    | Данія                | 2      | 3      | 0      | 5       |
| 6                    | Італія               | 2      | 1      | 3      | 6       |
| 7                    | Росія                | 1      | 4      | 5      | 10      |
| 8                    | Польща               | 1      | 1      | 2      | 4       |
| 9                    | Іспанія              | 1      | 0      | 0      | 1       |
| 9                    | Бельгія              | 1      | 0      | 0      | 1       |
| 11                   | Україна              | 0      | 1      | 3      | 4       |
| 12                   | Португалія           | 0      | 1      | 1      | 2       |
| 13                   | Ірландія             | 0      | 1      | 0      | 1       |
| 13                   | Литва                | 0      | 1      | 0      | 1       |
| 13                   | Угорщина             | 0      | 1      | 0      | 1       |
| 16                   | Білорусь             | 0      | 0      | 1      | 1       |
| Загалом (16 збірних) | Загалом (16 збірних) | 23     | 23     | 23     | 69      |

## Україна на чемпіонаті
Україну на чемпіонаті представляли серед чоловіків:
1. Володимир Бучинський
2. Володимир Джус
3. Володимир Фредюк
4. Роман Гладиш
5. Андрій Куценко
6. Максим Лопатюк
7. Тарас Шевчук
8. Максим Васильєв
9. Андрій Винокуров
10. Ілля Клепіков

Серед жінок змагалися:
1. Любов Басова
2. Вікторія Бондар
3. Тетяна Клімченко
4. Валерія Кононенко
5. Ганна Нагірна
6. Ганна Соловей
7. Олена Старікова

Українська команда посіла 11 місце в медальному заліку завдяки сріблу Тетяни Клімченко в скретчі та бронзам Любові Басової в кейріні, Романа Гладиш в скретчі та Андрія Винокурова в кейріні.